# 拉伊巴格
拉伊巴格（Raybag），是印度卡纳塔克邦Belgaum县的一个城镇。总人口15924（2001年）。

## 人口
该地2001年总人口15924人，其中男性8295人，女性7629人；0—6岁人口2191人，其中男1206人，女985人；识字率67.62%，其中男性为74.83%，女性为59.79%。